# Вратарь республики
«Врата́рь респу́блики» — роман Льва Абрамовича Кассиля, одно из первых в художественной литературе СССР произведений на спортивную тему. После написания в 1937 году был издан в СССР (впервые был напечатан в журнале «Красная новь», выходил также в переложении для школьников в «Пионерской правде» в 1937—1939), а также и других странах. Второе издание вышло только в 1959 году, спустя двадцать лет. Роман был выпущен на волне успеха фильма «Вратарь» (1936) и написан на базе его сценария, автором которого также является Кассиль.

## Сюжет
В романе рассказывается о жизни двух молодых людей до, во время и в первые два десятилетия после Октябрьской революции.
Один из них — Антон Кандидов — родом из рабочей семьи. После революции — бригадир артели грузчиков в родном городке. После встречи с московскими работниками завода Гидраэр (заодно спортсменами-футболистами) переезжает в Москву и становится знаменитым вратарём.
Второй — Евгений Карасик — родом из интеллигентной семьи врача. После революции становится известным журналистом.
Спорт показан в романе с советской точки зрения: «нет» профессиональному спорту, все спортсмены должны где-то работать. Такие же мысли Лев Кассиль высказывал и в романе «Ход белой королевы».

### Прообраз главного героя
В 1958 году Лев Кассиль в подаренном Анатолию Акимову экземпляре книги в авторской подписи написал, что тот являлся прообразом главного героя романа — Антона Кандидова. Впрочем, к моменту написания сценария к фильму «Вратарь» (1935 год) Акимов ещё не был известен широкой публике, что ставит этот факт под сомнение.
Леа Руж и Александр Хайфиш отмечают, что Кандидов в романе - "откровенно говоря, довольно неприятная личность".